# Zerizer
Zerizer là một đô thị thuộc tỉnh El Tarf, Algérie. Dân số thời điểm năm 2002 là 10.105 người.